# John Hancock
John Hancock  (23 tháng 1 năm 1737 [tức 12 tháng 1 năm 1736 theo lịch cũ] –  8 tháng 10 năm 1793) là một thương gia, chính khách, và nhà ái quốc nổi bật của Cách mạng Mỹ. Ông đã đảm nhiệm vai trò  chủ tịch Đệ nhị Quốc hội Lục địa và là thống đốc đầu tiên và thứ ba của Thịnh vượng chung Massachusetts. Ngày nay ông được nhớ đến nhiều nhất với chữ ký lớn và kiểu cách của mình trên văn bản Tuyên ngôn Độc lập Hoa Kỳ, đến mức mà thuật ngữ "John Hancock" đã trở thành một từ đồng nghĩa với chữ ký ở Hoa Kỳ.
Trước Cách mạng Mỹ, Hancock từng là một trong những người giàu nhất ở Mười ba lục địa, thừa hưởng công việc kinh doanh từ chú mình, vốn cũng là một người buôn lậu nổi bật. Hancock bắt đầu sự nghiệp chính trị ở Boston như một người được Samuel Adams bảo trợ, một chính khách địa phương có nhiều ảnh hưởng, nhưng về sau hai người ngày càng xa cách nhau. Khi căng thẳng giữa những người thực dân và Anh quốc gia tăng trong những năm 1760, Hancock sử dụng gia tài của mình để ủng hộ quyền lợi thuộc địa. Ông trở nên rất nổi tiếng ở Massachusetts, đặc biệt sau khi các viên chức Anh tịch thu chiếc thuyền hàng nhở có tên Liberty của ông năm 1768 và buộc ông tội buôn lậu. Mặc dù những cáo buộc đối với Hancock cuối cùng cũng bị gỡ, như Giáo sư Peter Andreas, tác giả của Smuggler Nation: How Illicit Trade Made America explains, "Có lẽ thích hợp để cho rằng người ký Tuyên ngôn Độc lập đầu tiên là thương gia-người buôn lậu nổi tiếng nhất của Boston, John Hancock."
Hancock là một trong những lãnh đạo của Boston trong cuộc khủng hoảng dẫn tới Chiến tranh Cách mạng Mỹ năm 1775. Trong 2 năm ông đã đảm nhiệm đại diện cho bang mình tại Quốc hội Lục địa tại Philadelphia, và với tư cách chủ tịch Quốc hội, là người đầu tiên ký Tuyên ngôn Độc lập. Hancock trở về Massachusetts và được bầu làm thống đốc khối Thịnh vượng chung, giữ vai trò đó trong phần lớn những năm cuối đời. Ông đã sử dụng ảnh hưởng của mình để đảm bảo rằng Massachusetts phê chuẩn Hiến pháp Hoa Kỳ năm 1788.